# ローテンボーデン駅
ローテンボーデン駅（ローテンボーデンえき、Rotenboden）は、スイス連邦ヴァレー州のゴルナーグラート山頂の西に位置する鉄道駅。海抜2,815mに位置し、地上駅ではゴルナーグラート駅に次いでヨーロッパで2番目に高い位置にある。ツェルマットを起点とするゴルナーグラート鉄道の駅であり、ツェルマットからマッターホルン・ゴッタルド鉄道に乗り換えればフィスプへ行くことができる。
駅からの登山道はゴルナー氷河を経て、モンテ・ローザ・ハットまで続いている。夏季から秋季にかけては、「逆さマッターホルン」で知られるリッフェル湖をめぐる登山道の起点として利用される。